# Diokletiansthermen

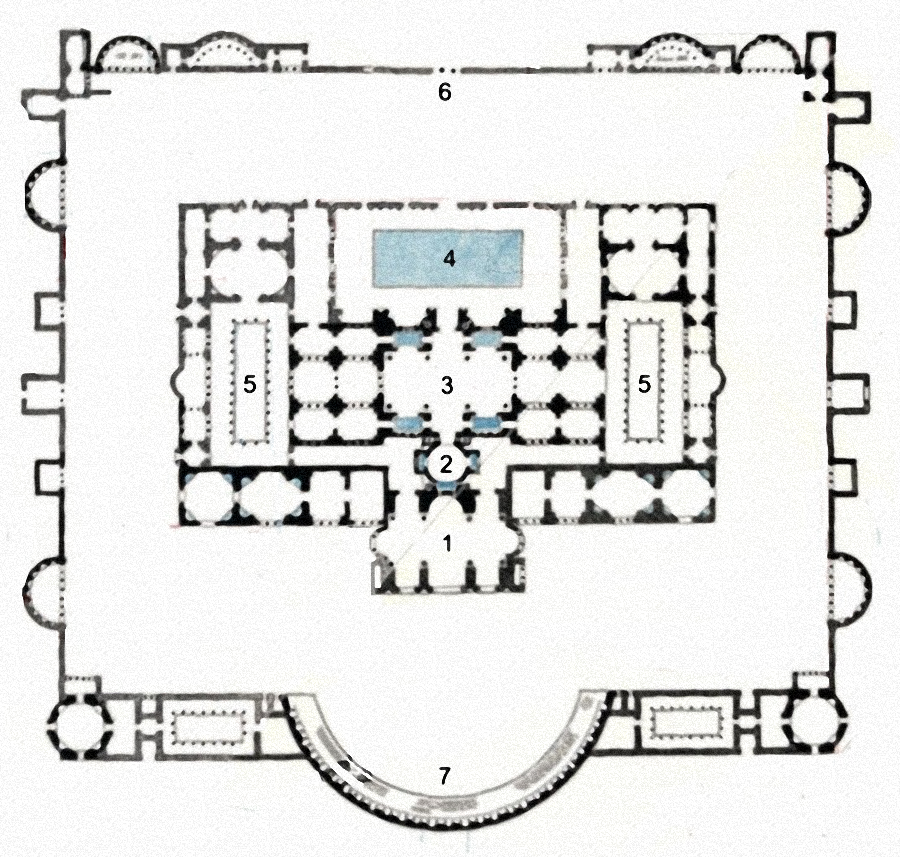
Grundriss: 1 Caldarium
2 Tepidarium
3 Frigidarium
4 Natatio
5 Palaestra
6 Eingang
7 Exedra

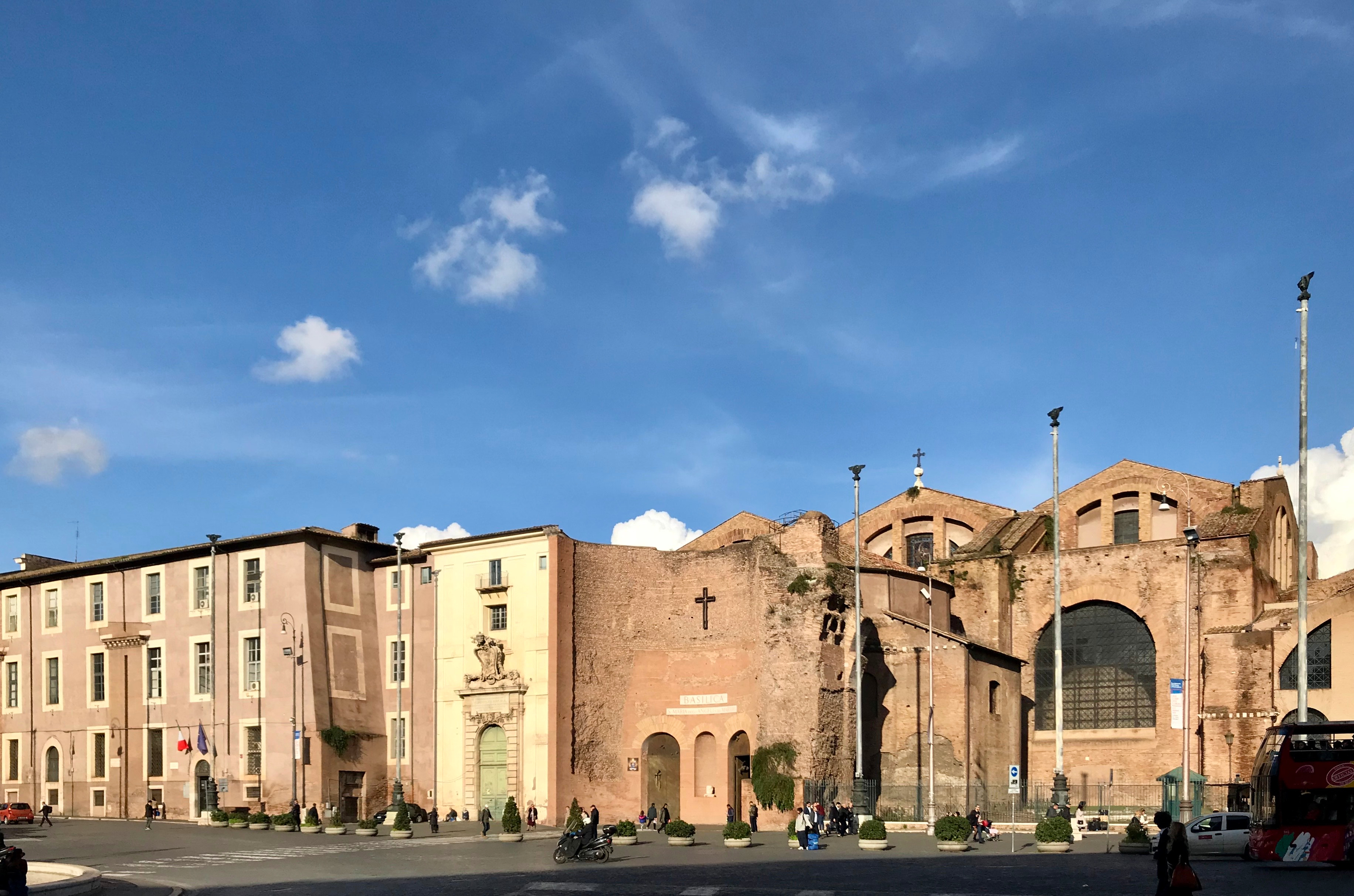
Ansicht von Südwesten

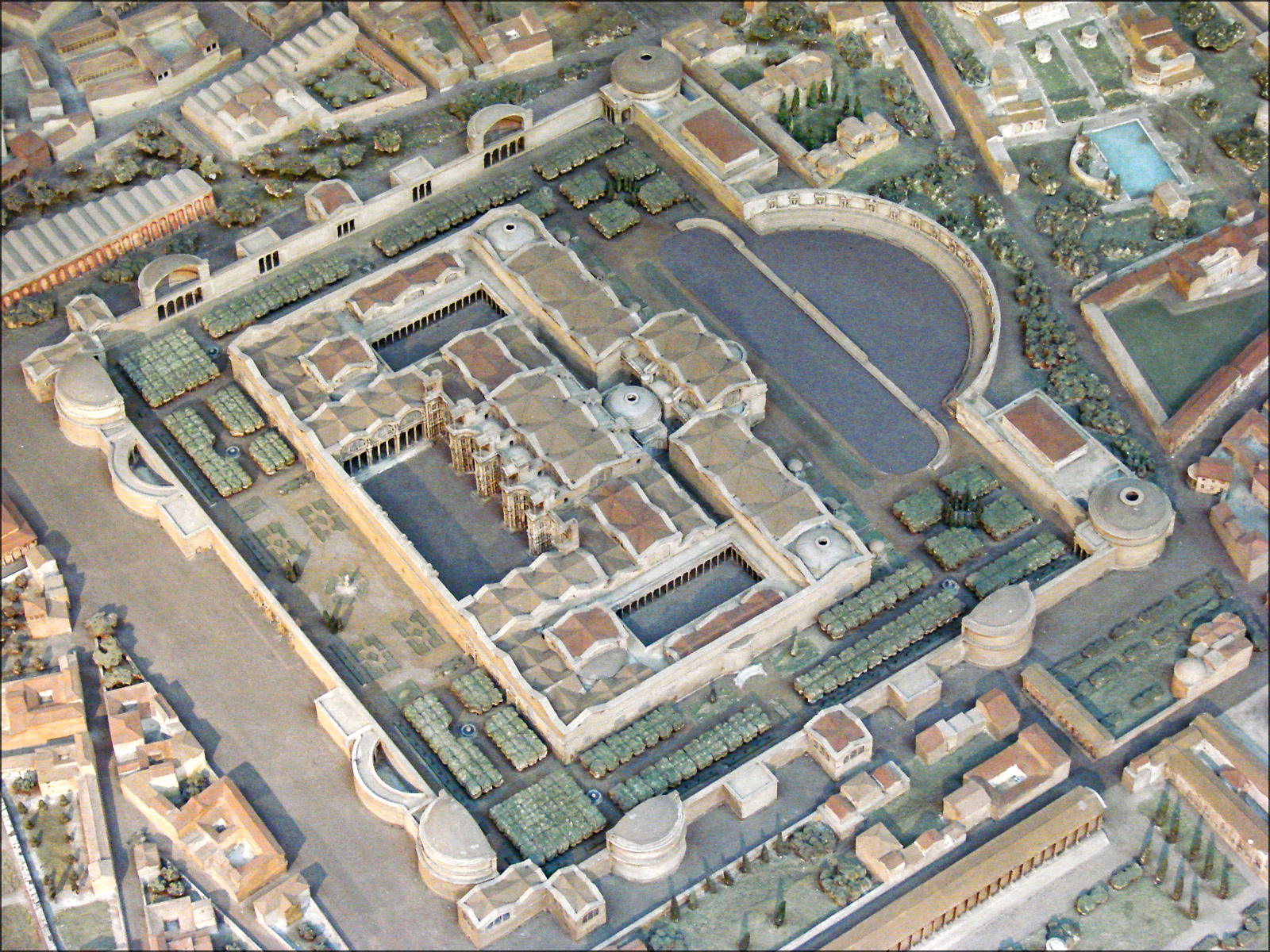
Die Diokletiansthermen um 330 n. Chr., Rekonstruktion im Museo della Civiltà Romana

Die Diokletiansthermen (italienisch Terme di Diocleziano) waren eine Thermenanlage im antiken Rom. Sie wurden in den Jahren 298 bis 306, also während der Herrschaft des Kaisers Diokletian, von angeblich 40.000 Sklaven erbaut und gehörten neben den jeweils älteren Trajans- und Caracalla-Thermen zu den größten Thermenanlagen der Stadt.

## Baugestalt

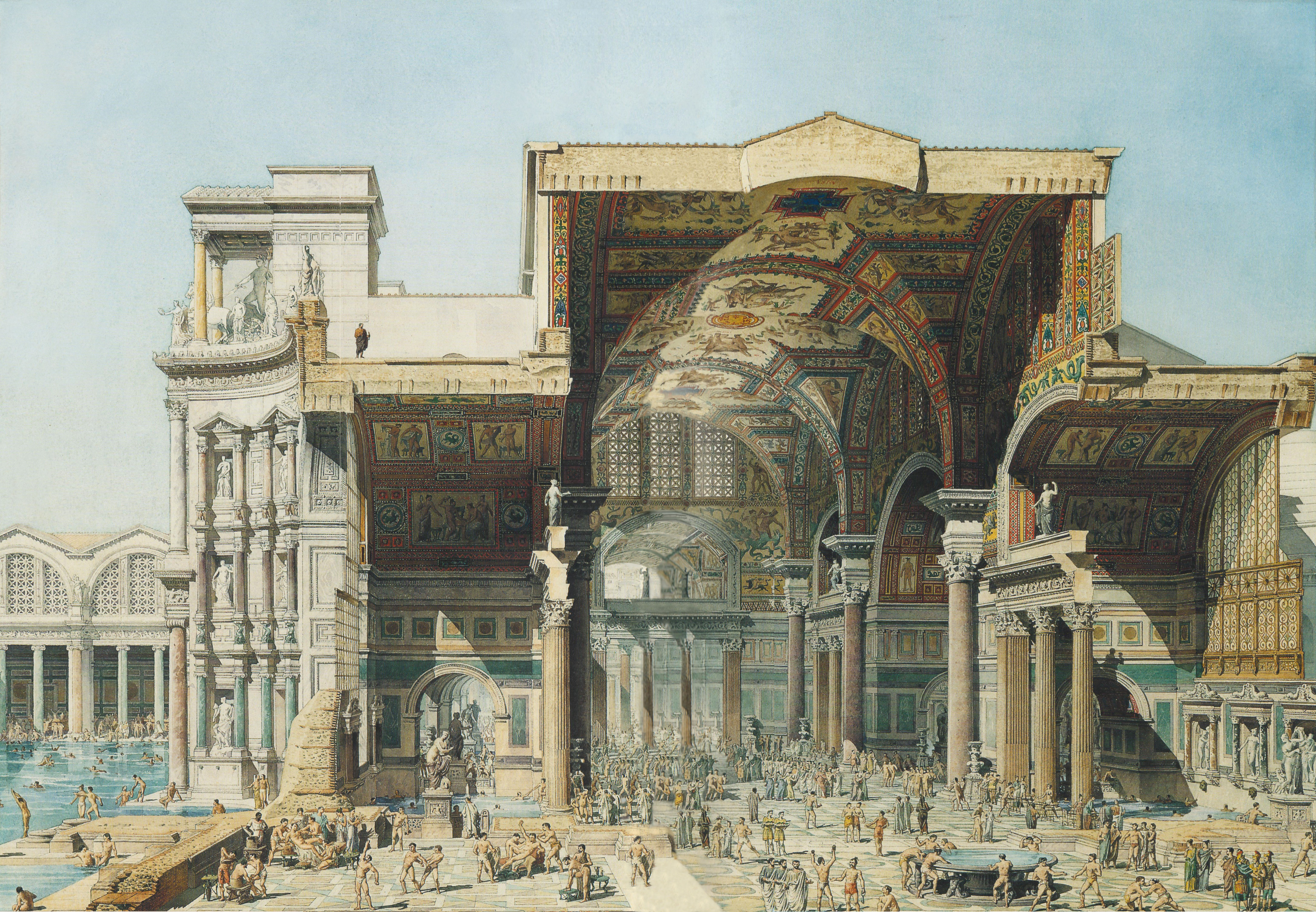
Diokletiansthermen. Rekonstruktion des französischen Architekten Edmond Jean-Baptiste Paulin von 1880

Die Anlage maß 376 m × 361 m und bot bis zu 3000 Badegästen Platz. Ein Zweig des Marcia-Wasseraquädukts (Aqua Iovia) lieferte das Wasser für die Anlage, die in das große Schwimmbad (Natatio), das Frigidarium, das Tepidarium und das Caldarium unterteilt war. Zwei Aulen waren auf das Caldarium ausgerichtet; eines, das ehemalige Planetarium, beherbergt heute eine Ausstellung mit Skulpturen aus den Bädern. Der Komplex war mit Skulpturen und Granitbecken geschmückt. Die Diokletiansthermen verfügten über Sportanlagen, eine große Exedra mit Stufen, die möglicherweise für Theateraufführungen genutzt wurde, eine Bibliothek, in die wahrscheinlich die Bestände der beiden Bibliotheken des Forum Traianum verbracht worden waren, und Besprechungsräume.

## Nachantike Nutzung
537 zerstörten die Goten die römischen Aquädukte, was den Badebetrieb beendete. Die verfallenden Gebäude wurden anderen Nutzungen zugeführt, zum Teil dienten sie als Steinbruch.
Das Tepidarium und die große Halle des zentralen Frigidariums des einstigen Ensembles wurden verwendet, um seit dem Jahr 1561 (nach einigen Quellen 1563) darin nach den Plänen Michelangelos die Kirche Santa Maria degli Angeli e dei Martiri einzubauen. Es war das letzte Bauwerk Michelangelos, der 1561 bereits 86 Jahre alt war. Die zum Kirchenschiff umgebaute Halle hat eine Länge von 90 m, Breite von 27 m und Höhe von 30 m. Das Bauwerk wurde erst im 18. Jahrhundert fertiggestellt. Die Granitsäulen mit 5,2 Metern Umfang, die das Gewölbedach des Frigidariums tragen, sind antik, ebenso die Kreuzgratgewölbe; die Thermenfenster sind teilweise rekonstruiert.
1598 wurde unter Verwendung antiker Bausubstanz der Thermenanlage, nämlich des südwestlichen runden Eckturms der Umfassungsmauer, eine weitere Kirche, San Bernardo alle Terme, gebaut. Ihre Betonkuppel besitzt einen Durchmesser von ca. 22 m.
Das Pendant hierzu, der Rundbau auf der Südostseite am Anfang der Via Viminale, hat keine Verbindung mehr mit dem Gesamtkomplex, sondern wird, durch die Anlage zwischen Viale Einaudi und Via delle Terme di Diocleziano davon getrennt, als Ristorante genutzt.
Das Planetarium der Thermenanlage wurde auf einem achteckigen Grundriss errichtet und war von einer Schirmkuppel aus Beton mit Ziegelverkleidung innen überwölbt. Der Kuppeldurchmesser beträgt 21,25–21,65 m.
Im nordöstlichen Teil der Anlage wurde ein Kloster eingerichtet. Seit der Gründung des Museo Nazionale Romano im Jahr 1889 befand sich dort eine Sammlung römischer und griechischer Kunst. Nach einer Neuorganisation des Museums in den 1990er Jahren sind die Bestände auf fünf Standorte verteilt.
Seit dem Jahr 1928 befindet sich in einem Teil der Anlage ein Planetarium. Die Halbkreisform der einstigen Exedra lässt sich in der heutigen Piazza della Repubblica (früher Piazza Esedra) erkennen. Das Gelände der einstigen Anlage befindet sich ca. 300 m nordwestlich des Bahnhofs Roma Termini, der seinen Namen von den Thermen ableitet.

## Technische Daten der Kuppelbauten
Kirche San Bernardo alle Terme
- Kuppelinnendurchmesser: 22,00 m[4]

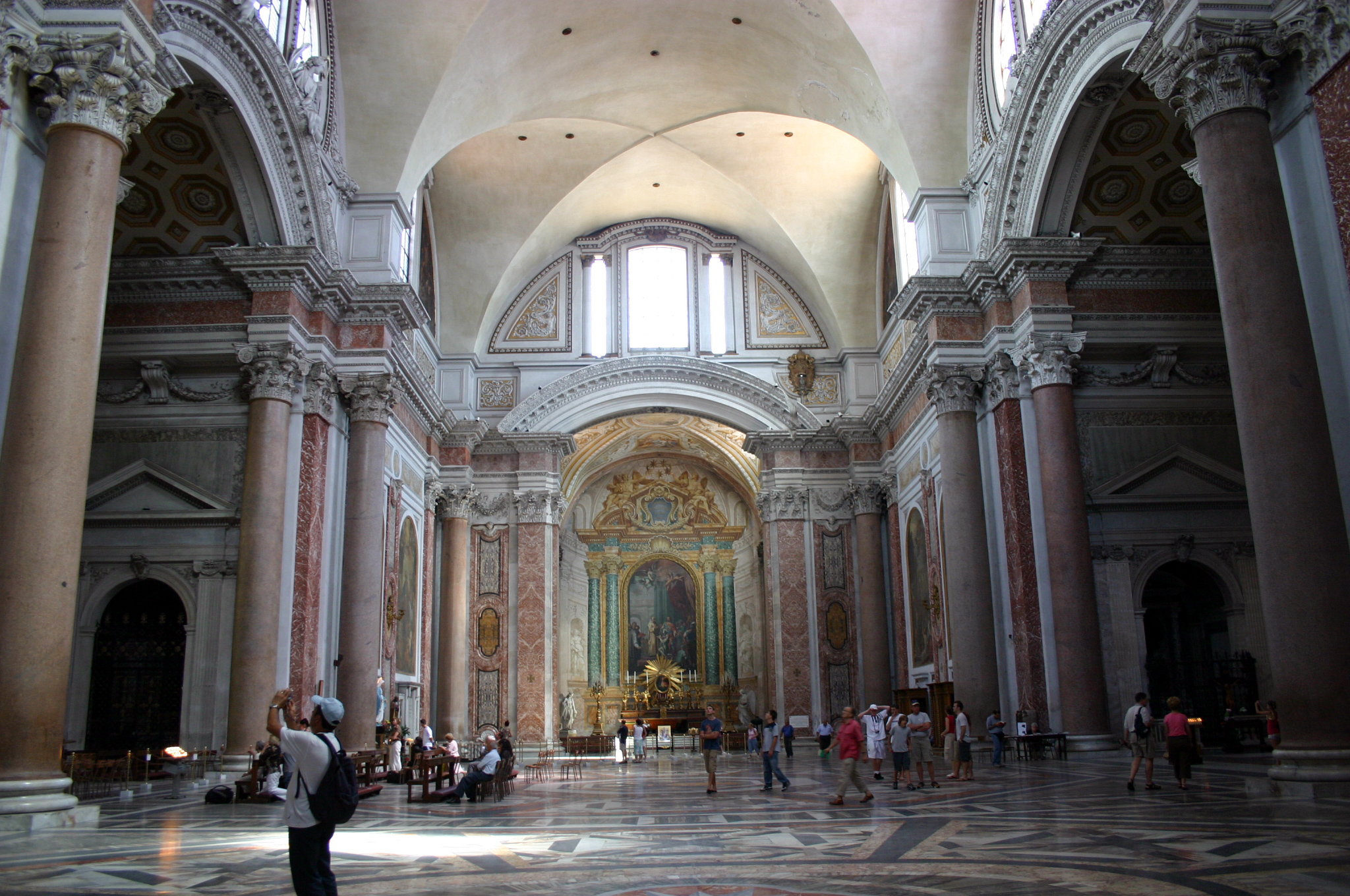
Kirche Santa Maria degli Angeli e dei Martiri, das einstige Frigidarium der Diokletiansthermen. Granitsäulen und Kreuzgratgewölbe noch original, die Thermenfenster teilweise rekonstruiert.

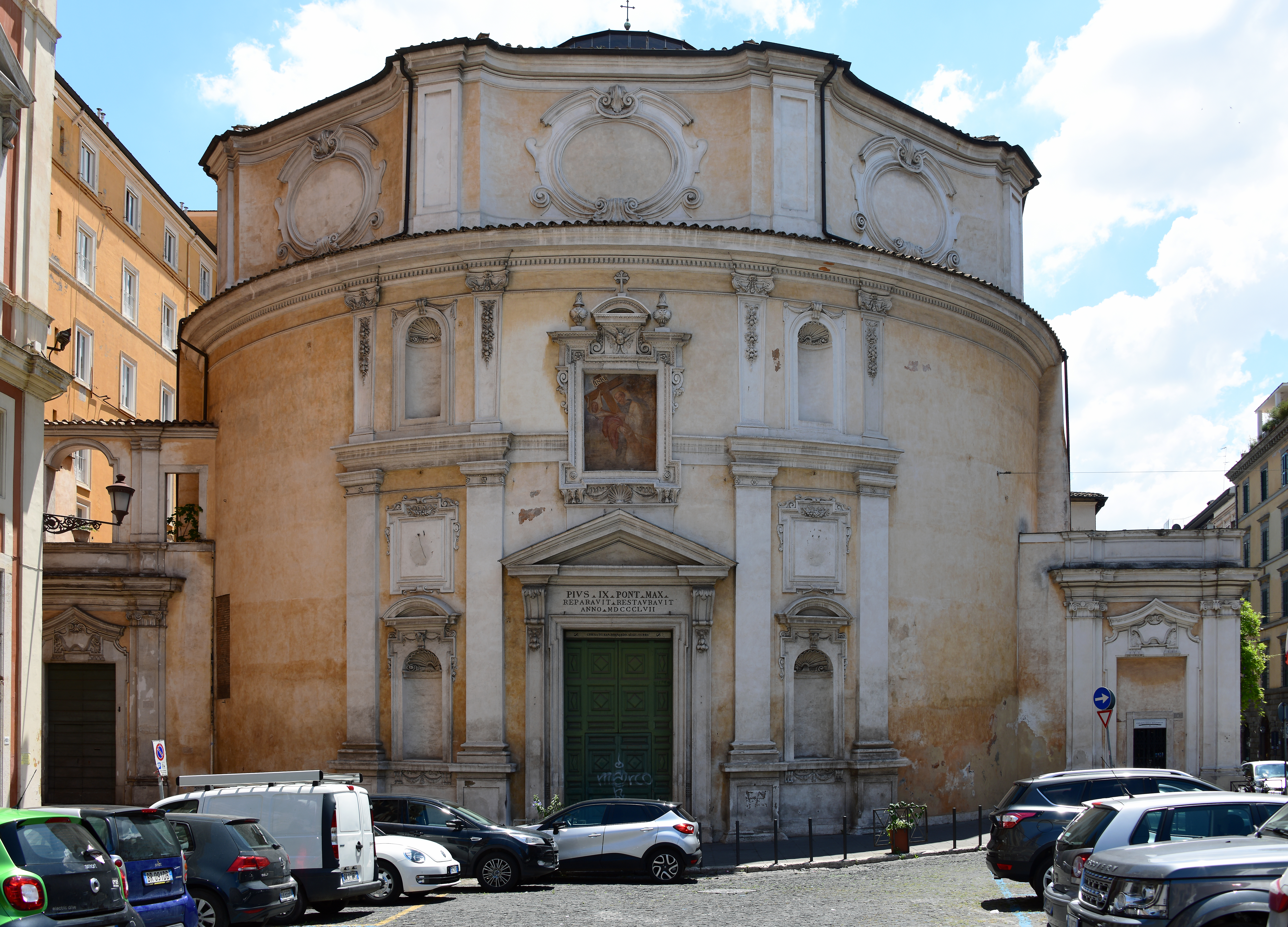
Die Kirche San Bernardo alle Terme im Rundturm an der südwestlichen Ecke der antiken Thermenanlage

- Kuppelmaterial: Beton mit Ziegelrippen[4]

Zweiapsidensäle
- Kuppelinnendurchmesser: 22,00 m[4]
- Kuppeltyp: Halbkuppel[4]

Planetarium
- Kuppelinnendurchmesser (⌀): 21,25–21,65 m[4]
- Kuppelform: Schirmkuppel[4]
- Kuppelmaterial: Beton mit Ziegelverschalung innen[4]
- Grundriss: Oktogon[4]
- Durchmesser Opaion (DO): 4,20 m[4]
- DO zu ⌀: 1:5,1[4]

Tepidarium
- Kuppelinnendurchmesser (⌀): 19,30 m[4]
- Durchmesser Opaion (DO): 3,68 m[4]
- DO zu ⌀: 1:5,2[4]